# 延岡市消防本部
延岡市消防本部（のべおかし しょうぼうほんぶ）は、宮崎県延岡市の消防部局（消防本部）。延岡市全域を管轄区域とする。

## 概要
所在地
- 延岡市消防本部・延岡市消防署 - 〒882-0802 宮崎県延岡市野池町5丁目2761番地

管内の概要
- 管内人口 : 121,147人
- 管内の世帯数 : 51,658世帯
- 管内面積 : 868.02 km2

主力装備
- 消防ポンプ自動車:2
- 水槽付き消防ポンプ自動車:4
- 化学消防車:1
- はしご車:1
- 救助工作車:2
- 水槽車:1
- 器材車:1
- 救急車:6
- 支援車:1（総務省消防庁無償貸与）
- 指令車:1
- 指揮車:1
- 広報車:6
- 救助艇台車:1

2018年（平成30年）4月1日現在

## 沿革
- 1948年（昭和23年）3月7日 - 延岡市消防本部を設置。
- 1963年（昭和38年）2月 - 救急業務を開始。
- 1972年（昭和47年）8月 - 旭化成自衛消防隊と消防応援協定を締結。
- 1990年（平成2年）7月 - 旭化成自衛消防隊の解散に伴い、消防応援協定を解除。
- 1997年（平成9年）6月1日 - 北方町と北川町の消防事務が委託され、広域消防が開始。
- 2002年（平成14年）4月1日 - 北浦町との広域消防が始まり、1市3町の消防体制が整う。
- 2006年（平成18年）2月 - 北方町と北浦町が延岡市と合併し、新延岡市が誕生する。
- 2007年（平成19年）
  - 3月 - 延岡市と北川町が合併する。
  - 6月 - 佐伯市消防本部と消防相互応援協定を締結。
- 2010年（平成22年）12月 - 日向市消防本部と消防相互応援協定を締結。
- 2018年（令和元年）10月1日 - 土々呂出張所・南延岡出張所を統合して延岡南分署を新設置。東海分署を延岡北分署に改名

## 組織
- 消防長
  - 消防次長 
    - 総務課
    - 予防課
    - 警防課
    - 通信指令課

  - 消防署長
    - 消防第1課
      - 延岡北分署
      - 延岡南分署

    - 消防第2課
      - 延岡北分署
      - 延岡南分署

消防職員の実員は2018年（平成30年）4月1日現在、166人（本部48人、消防署118人）となっている。

## 消防署
| 消防署       | 住所                | 分署                                         | 分遣所 |
| ------------ | ------------------- | -------------------------------------------- | ------ |
| 延岡市消防署 | 野池町5丁目2761番地 | 延岡北:大門町818番地 延岡南:石田町4430番地10 | なし   |